# 溝畑宏

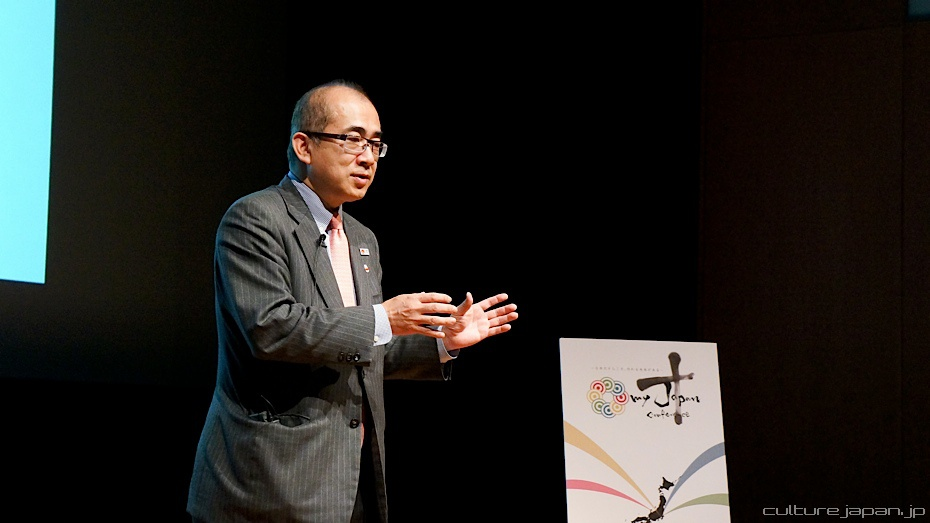
2011年12月4日、日本科学未来館みらいCANホールで開催された my Japan Conference 2011 で観光庁長官として。

溝畑 宏（みぞはた ひろし、1960年〈昭和35年〉8月7日 - ）は、日本の自治官僚。本名は渡邉宏。
内閣官房参与、第2代観光庁長官、株式会社大分フットボールクラブ代表取締役兼ゼネラルマネージャー、大阪観光局代表理事理事長（観光局長兼務）（2015年4月 - ）、追手門学院大学地域創造学部教授（2015年4月 - ） などを歴任。

## 経歴
数学者の溝畑茂を父に京都府で生まれる。弟は数学者の溝畑潔同志社大学教授。洛星中学校・高等学校から東京大学法学部に進み、卒業後の1985年（昭和60年）に自治省（現：総務省）に入省。

### 大分県庁出向時代
1990年（平成2年）自治省財政局公営企業第一課企画係長から大分県庁に出向し、企画総室企画調整課主幹、総務部財政課長、企画総室参事兼文化振興課長、企画部次長（ワールドカップ・大学担当）を歴任、2002 FIFAワールドカップの試合誘致、立命館アジア太平洋大学設立を担当する。
1999年自治省に復帰し市町村合併を担当したが翌年再度大分県に出向し、企画文化部参事として大分フットボールクラブ取締役ゼネラルマネージャーに再出向、ワールドカップの大分開催の運営に携わる。

### 大分トリニータ
2004年（平成16年）大分県企画文化部長から参事に進み再出向先の大分トリニータでも代表取締役に就任するが、2006年に会社業務に専念するため公務員を退職した。2008年には大分トリニータのJリーグカップ優勝など、チームの躍進に手腕を振るった。
その一方で大分フットボールクラブの運営は、経営実態にそぐわない人件費の増大や多額の移籍金の発生する選手獲得を濫発させたことによる負債隠しのための粉飾決算まがいな会計操作を行い、2009年に経営破綻に近い状況 にまで陥った。同年11月20日の記者会見で12月5日の公式戦終了後に引責辞任することが発表され、12月12日に皇甫官取締役副社長などとともに辞任した。
2010年8月31日、大分フットボールクラブは溝畑の経営責任を第三者調査した報告書を発表した。粉飾決済疑惑の指摘に対し「若干の数字のぶれはあるが虚偽はないため、法的責任は問えない」と報告。「役員報酬の増額に際し手続きに不備があった」として1千万円の返納を求めた。これに対し溝畑は貸付金1千万円分を放棄して対応した。

### 観光庁長官
2010年1月4日付けで観光庁長官に就任した。2年間の任期付職員としての採用であったため、2012年1月3日限りで任期満了となるところだったが、同年3月31日まで任期を延長する措置が取られ、同日付で退職した。同年5月11日、内閣官房参与（新成長戦略の推進、特に観光立国の実現に関する情報提供や助言）に就任。
観光庁長官への就任は2009年12月25日に発表された。就任の打診は、リーグの公式戦終了（12月5日）辺りに、同郷（京都）の前原誠司国土交通大臣からあり、社長退任後の12月中旬に決断したと報道された。
2012年度に外国人1万人を無料招待する方針を明らかにし、12年度予算の概算要求に11億8000万円を盛り込んだ。
2012年1月17日、観光客を日本に誘致するためとしてソウルで韓国メディア向けに記者会見した際、韓国語で韓国国歌を熱唱した。

### 大阪観光局長
前任の大阪観光局長が、大阪国際音楽フェスティバルの約1億円の赤字を巡り2700万円を自腹補填 するなど、トラブル続きで2015年3月末に辞任したため、2016年4月、2代目の局長として就任した。会見で溝畑は、大阪への訪日外国人旅行者数の向上へ「『大阪オンリーワン』を掘り起こす」と述べ、建築家安藤忠雄の作品ツアーや古墳での婚活、阪神甲子園球場や東大阪市花園ラグビー場などを活用したスポーツ文化ツーリズムなどのアイデアを披露した。また、溝畑は大阪湾の人工島夢洲に誘致の進められているカジノ統合型リゾート施設を踏まえ、「世界最高水準の観光都市を目指す」としている。
「北海道から沖縄まで各地域を魅力あるものにすることこそが、本当の日本の活性化ではないか」と考えている。

## 人物
2015年12月9日には憲政記念会館において、辻元清美議員の「政治活動20年へ、感謝と飛躍の集い in 東京」という政治資金規正法に基づく資金集めのパーティに参加している。
大阪観光局長就任の際、「火中の栗を拾うのが大好き」な性格と自己紹介し、「（観光庁長官時代に）レディー・ガガからキスされたことを自慢」としている。
韓国の愛国歌が好きで、国際ハイウェイ財団の特別講演の冒頭に歌ってから講演を始めた。「日韓トンネル着工のために協力する」と発言する、日韓トンネル研究会にも森喜朗氏と並び「知性100人」と認められるなど、日韓トンネルへの思いは強い。。

## 出演

### テレビ
- 日経スペシャル カンブリア宮殿 「地域密着で大都市のビッククラブに立ち向かえ！ ～キャリア官僚を捨てた名物社長の挑戦～」（2008年12月29日、テレビ東京）- 大分フットボールクラブ 社長として出演[21]。

### ラジオ
- にっぽん全国ひろし旅 (FM NACK5)

## 書籍

### 著書
- 『溝畑流・日本列島観光論 逆転こそNippon！』（2011年11月19日、講談社）ISBN 9784062169509

### 関連書籍
- 『社長・溝畑宏の天国と地獄 大分トリニータの15年』（著者:木村元彦）（2010年5月30日、集英社）ISBN 9784087805284
- 『爆走社長の天国と地獄 大分トリニータv.s.溝畑宏』（著者:木村元彦）（2017年2月1日、小学館 小学館新書）ISBN 9784098252893